# Station Canterbury East
Canterbury East is een spoorwegstation van National Rail in Canterbury, Canterbury in Engeland. Het station is eigendom van Network Rail en wordt beheerd door Southeastern. Het station is geopend in 1860.